# Caput (Rapper)
Caput (* 19. April 1983 in Iserlohn; bürgerlich Soner Duman) ist ein deutscher Rapper. Sein Künstlername ist ein Ananym von Tupac.

## Biografie
Caput stammt aus Iserlohn, seine Eltern wanderten aus der Türkei ein. Caput fing, laut eigenen Angaben, bereits in jungen Jahren mit Breakdance und rappen an. Er erreichte den Realschulabschluss und absolvierte anschließend eine dreijährige Ausbildung im Hotelfachgewerbe. Zusammen mit einigen Freunden gründete er die Rapcrew Eye 4 Eye und produzierte Lieder in einem Heimstudio. Im Frühjahr 2003 schickte Caput ein Demotape an „Optik Records“, worauf ihn Kool Savas, der Gründer von „Optik Records“, unter Vertrag nahm. 2004 brachte er auf dem Label eine EP namens „Sieben“ heraus. 2005 folgte das Mixtape Die Caputte Sicht. Im selben Jahr trug er einen sogenannten Beef mit Eko Fresh aus und antwortete auf dessen Track Die Abrechnung mit dem Song Ich geb n’ Fuck, der kostenlos im Internet verbreitet wurde.
2008 erschien sein erstes Soloalbum Caputalismus über Optik Records. Nach mehreren Freetracks im Jahre 2011 erschien sein 2. Soloalbum „Heisses Eizen“ am 28. Oktober 2011. Außerdem sind Videos zu den Liedern „Fast zu krass“ und „Bevor ich erfrier“ gedreht worden. Im Februar 2012 kündigte er sein 3. Soloalbum „Uncaputbar“ für den Sommer dieses Jahres an. Zu der gleichnamigen Single ist ein Video gedreht worden, das am 24. Februar 2012 auf dem Youtube-Kanal von Caput (EizenwaldTV) gleich in 2 Versionen Premiere feierte. Es wurden eine Dubstep-Version und eine HipHop-Version des Tracks hochgeladen. 2013 versöhnten sich Caput und Eko Fresh wieder.
Sein viertes Soloalbum Intensiv – Mit mir oder gegen mich schaffte es auf Platz 99 der deutschen Albumcharts und stellt somit die erste Platzierung des Rappers als Solokünstler dar.

## Diskografie
Alben
- 2008: Caputalismus
- 2011: Soner Heisses Eizen
- 2012: Uncaputbar
- 2015: Intensiv – Mit mir oder gegen mich
- 2017: Wortgewandt

Mixtapes
- 2005: Die Caputte Sicht

EPs
- 2004: Sieben

Juice-Exclusives
- 2007: Hör gut hin (Juice-Exclusive! auf Juice-CD #81)
- 2008: Weil es nicht anders geht (feat. Kool Savas, Franky Kubrick und Sizzlac) (Juice-Exclusive! auf Juice-CD #84)